# Palazzo dei Governatori (Santa Fe)

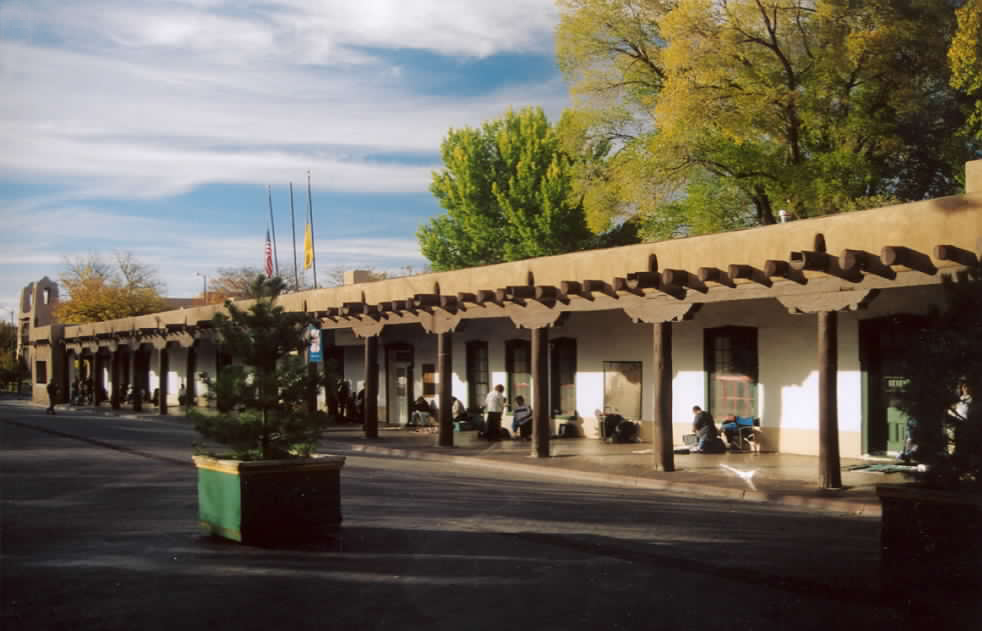
Il Palazzo dei Governatori.

Il Palazzo dei Governatori (Palace of the Governors in inglese) è un edificio, costruito in Adobe, posto nel centro Santa Fe, capitale federale del Nuovo Messico. L'edificio ha ospitato per secoli, sotto diverse dominazioni, le stanze del governo di questo stato ed è il più antico edificio esistente negli Stati Uniti d'America che abbia ospitato degli uffici pubblici. È un monumento registrato alla National Historic Landmark.

## Storia
Costruito nel 1610 per volontà di Don Pedro de Peralta, il governatore spagnolo dell'attuale Sud-ovest degli Stati Uniti, il Palazzo dei Governatori divenne sede della provincia di Santa Fe de Nuevo México. Ma, con la fine della Guerra d'indipendenza del Messico, ospitò gli uffici della nuova provincia messicana di Santa Fe. Con l'annessione da parte degli Stati Uniti del Nuovo Messico, il palazzo divenne il primo campidoglio statale.